# APCBC

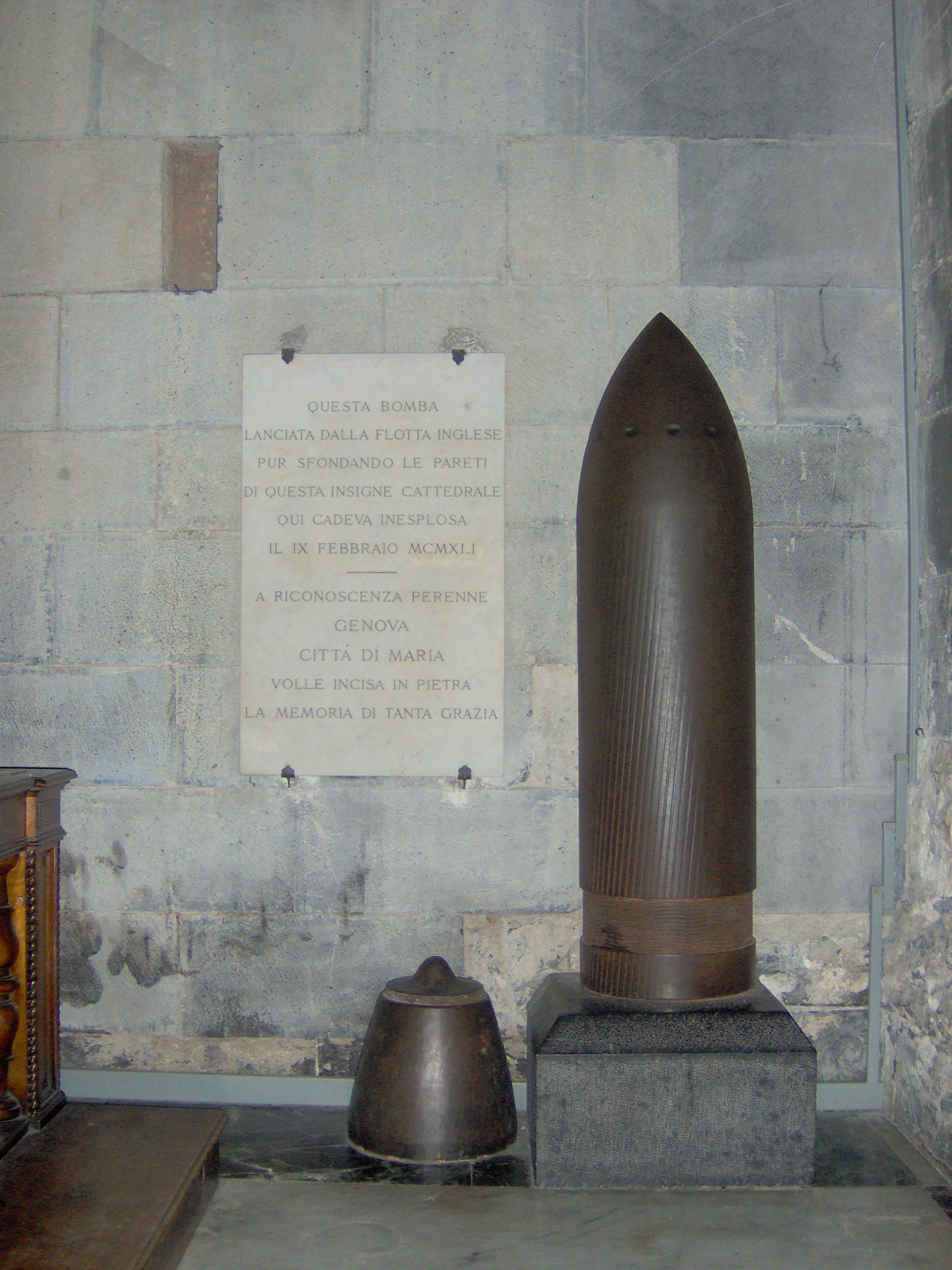
Proyectil naval británico de 15 pulgadas sin explotar, disparado en 1941, con su punta penetrante a su izda en el suelo. Falta la punta balística. Genoa Catedral.

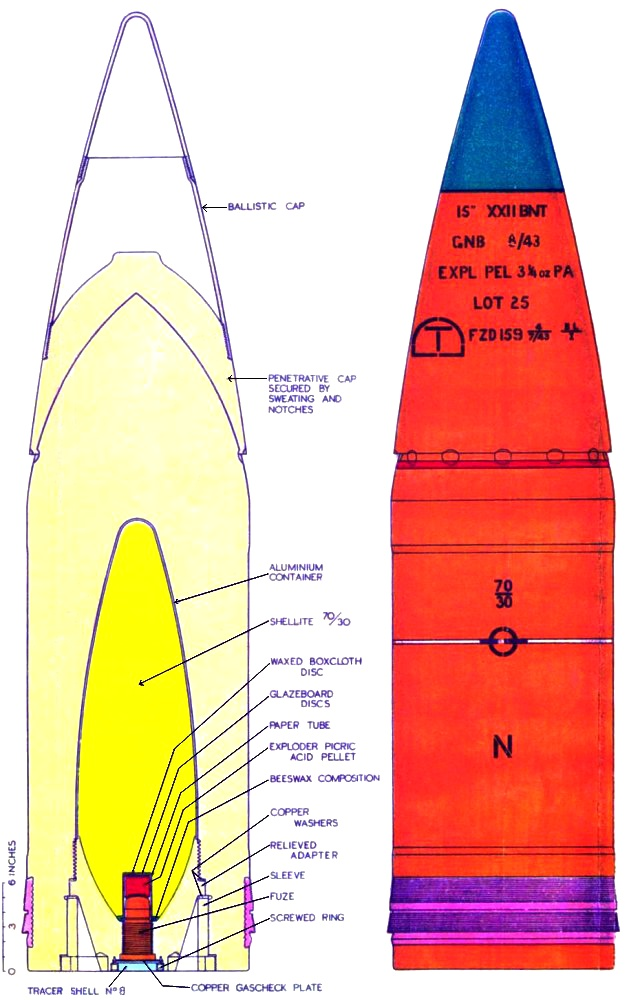
Estructura interna de proyectil naval de 15 in (pulgadas) británico de la Segunda Guerra Mundial.

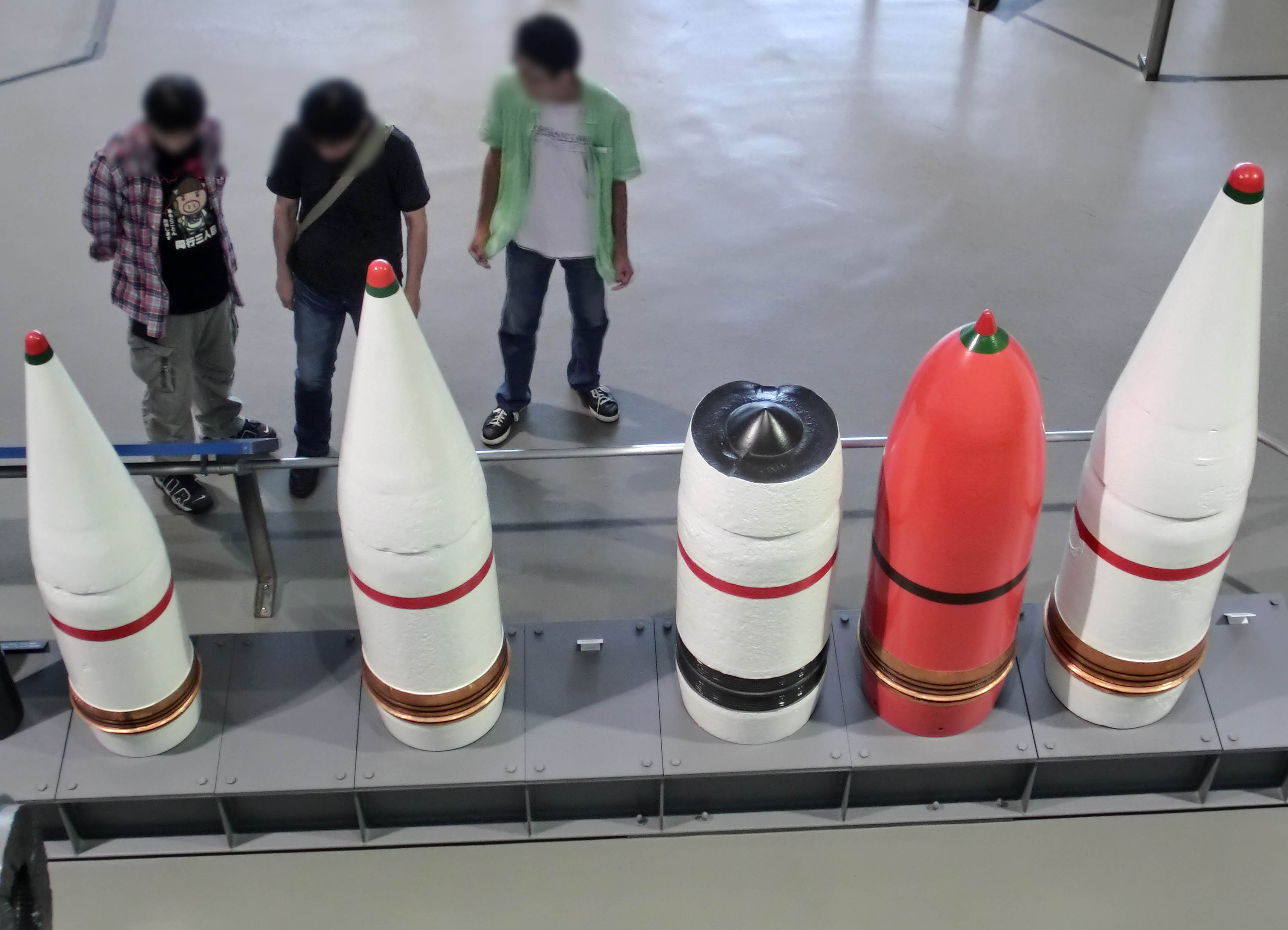
Proyectiles navales de 36, 40 y 46 cm (centímetros) de la Segunda Guerra Mundial.

El proyectil penetrantes antiblindaje con capa balística (por sus siglas del inglés Armor Piercing Capped Ballistic Cap) es un tipo de proyectil antiblindaje introducido en 1930. La capa balística es una capa, habitualmente metálica, que se coloca sobre la punta redondeada de un proyectil penetrante antiblindaje para mejorar su aerodinámica. Esto permitió a los proyectiles APCBC mantener altas velocidades, transmitiendo más energía al objetivo, especialmente a largas distancias. Al impacto la capa se destruye, permitiendo al componente antiblindaje impactar como debe.

## Desarrollo
La munición de tipo APCBC fue la evolución de la munición penetrante antiblindaje (APC por sus siglas en inglés) de principios de la guerra, que a su vez es una evolución de la penetrante (AP) y penetrante de alto explosivo (APHE).
Con respecto a la guerra blindada terrestre, especialmente durante la 2.ª Guerra Mundial, la función principal de la mayoría de proyectiles AP y APHE era penetrar en un blindado enemigo e incapacitarlo, y a su tripulación, con la energía residual del proyectil tras penetrar el blindaje, con la explosión del proyectil (APHE) o la fragmentación (AP), además de las esquirlas derivadas de una penetración con éxito. También se podía anular su movilidad impactando en partes expuestas de las cadenas, logrando el efecto deseado sin penetrar el casco. El nombre poco adecuado panzergranate —directamente traducido de «granada de tanque»— es a menudo inexacto para muchos tipos de proyectil llamados APHE, ya que la munición APHE tenía ratios en peso de sólido/explosivo entre 10 y 100 veces menor que la de alto explosivo (HE). A pesar de compartir un mecanismo de acción similar, la munición alto explosivo (HE), tiene un ratio óptimo de explosivo/sólido de 1/2 en peso (p. ej. ~1/2 la granada M67, ~1/8 para el proyectil HE del KwK 40, el cual tiene demasiado relleno para resistir el impacto tras ser disparado desde un cañón). De esa manera la efectividad de la APHE, y capacidad penetrante comparable a la AP, sólo tenía ~1/200 (p. ej. ~1/370 KwK 40 Panzergranate 39 APCBC-HE), mostrando que el sólido sólo podía tener energía al ser disparado desde un cañón, no acelerado como una granada, ya que este relleno resulta insignificante. Los proyectiles se construían como perforadores de blindaje, de acero endurecido, masivo y duro, con capacidad de absorber energía explosiva; totalmente opuesto a los proyectiles explosivos, endebles, frágiles y con forma de piña, con sólo el metal necesario para albergar el máximo de explosivo y provocar fragmentación. De esta manera, la carga explosiva tenía el fin de aumentar la fragmentación que ocurría de forma natural tras la penetración, consiguiendo causar más daños en el interior del tanque, cuando el explosivo detona en el momento óptimo, justo al penetrar, cuando el proyectil aún tiene alta energía. Si explotase antes o después perdería efectividad, evitando la penetración fragmentándose en el blindaje, o perdiendo capacidad penetrante, siendo difícil de temporizar. Si detonaba en el momento adecuado, el proyectil (con la energía de haber sido disparado de un cañón, más como un escopetazo que como una granada) podía dañar más módulos y tripulación, aumentando habitualmente la probabilidad de incendio, principal causante de heridas a la tripulación, con el efecto «granada» siendo mínimo. De esta manera, considerando fallos de penetración o detonación y que los AP también fragmentaban sin explosivo, el efecto de los AP y los APHE de calibre equivalente era comparable, excluyendo la ventaja de provocar incendio para los explosivos si no lograba penetrar, por lo que se dejaron en desuso en algunos casos. Aparte de su capacidad real, la carga explosiva y en nombre correspondiente de «granada de tanque» era valioso como propaganda para la tripulación de los tanques ya que creían que los proyectiles tenían efecto granada.
Sólo en algunos casos se construyeron proyectiles denominados APHE con verdaderas cargas explosivas con energía de fragmentación (como las denominadas HE (alto explosivo), de batalla naval o granadas) y usadas con efectividad antitanque, principalmente utilizando HE-fragmentario de gran calibre, antibúnker, o proyectiles antiaéreos grandes, suficientemente masivos para la penetración a pesar de su débil construcción, y con temporizadores. Estos eran una forma mucho más brutal de APHE para la tripulación del vehículo enemigo, como aquellos utilizados por el SU-152 y Kv-2. Estos tipos de APHE de gran calibre tenían capacidad penetrante habitual, pero una fragmentación muy energética tras su detonación. Los APHE, generalmente de menor calibre y con explosivo insuficiente para lograr una fragmentación efectiva, pero con capacidad penetrante y alta velocidad como principal ventaja (al igual que los AP), veían reducida su energía post-penetración debido a la menor densidad causada por reemplazar parte de la masa de acero por el explosivo, mucho más ligero.
Según avanzaba la guerra los blindajes se fueron haciendo más gruesos (e inclinados) con los nuevos diseño de tanques, y los AP y APHE fueron perdiendo efectividad progresivamente. La respuesta inicial al engrosamiento fue aumentar la velocidad de salida en los nuevos cañones antitanque aunque se descubrió que un proyectil de acero tendía a hacerse añicos a velocidades superiores a los 823 m/s (metros por segundo).
Basándose en esto se desarrolló un nuevo tipo de proyectil designado APC (antiblindaje con capa). En este tipo de munición un «gorro» de metal más blando se colocaba en la punta del proyectil sólido. El «gorro» ayudaba a transferir energía de la punta a los laterales del proyectil reduciendo la desintegración. Además se descubrió que mejoraba la penetración en blindajes inclinados deformándose, extendiéndose y «pegándose» al blindaje al impactar y, de esa manera, reducir el rebote por la inclinación. Sin embargo el añadido metálico reducía la eficiencia aerodinámica del proyectil reduciendo alcance y precisión.
Para evitar la pérdida de precisión causada por la capa añadida al proyectil AP se le añadió otra para conseguir el diseño de la munición APCBC. Esta consistía en otro «gorro» con sección muy aerodinámica reduciendo las pérdidas de velocidad en vuelo y aumentando precisión y penetración.
Los proyectiles AP de principios de la 2.ª Guerra Mundial disparados por cañones de alta velocidad tenían una capacidad penetrante aproximada del doble de su calibre a 100 m (metros). A mayores distancias (500-1000 m) esta capacidad caía a 1,5-1,1 calibres debido a la pobre forma aerodinámica de proyectiles de poco diámetro. A finales del conflicto, los APCBC de gran calibre y velocidad de salida (75-128 mm) eran capaces de penetrar 2,5 veces su diámetro a 100 m y 2-1,75 veces en distancias entre los 1500 y los 2000 m. En un test comparativo del cañón QF de 17 libras disparando sobre tanques Panther capturados con munición APCBC, se demostró que eran más precisas que las de casquillo desechable (APDS) de la postguerra.
La munición APCBC se produjo para un gran rango de artillerías anticarro, desde los de 2 libras al 88 mm (milímetros) alemán, y en armamento naval. Este tipo de munición se designó también APBC (Armor Piercing Ballistic Capped) en referencia a la versión soviética de la APCBC. Tras la 2.ª Guerra Mundial, las municiones antiblindaje han tendido al desarrollo de proyectiles subcalibrados (ningún tanque diseñado desde finales de los 50 ha usado proyectiles de calibre completo AP, APC o APCBC).
Los únicos proyectiles APHE todavía en uso son aquellos con verdadero poder fragmentario, perdiendo capacidad penetrante, por lo que se les llama «semi-anti-blindaje». La munición APHE con menor carga explosiva (con penetraciones cercanas a la munición AP) cayó en desuso rápidamente tras la 2.ª Guerra Mundial debido a su inferior capacidad penetrante y perdida de energía post-penetración.

## Contramedidas
La forma de evitar la penetración por APC es aumentar el espesor del blindaje, sin embargo resulta impráctico por el sobrepeso que conlleva al tanque. Una alternativa es el uso de blindaje espaciado, que consiste en un blindaje exterior fino que deforme la capa plástica y uno interior más grueso que resista el núcleo «decapado».